# 1426
Rok 1426 (MCDXXVI) gregoriánského kalendáře začal v neděli 1. ledna a skončil v neděli 31. prosince. Dle židovského kalendáře nastal přelom roků 5186 a 5187, dle islámského kalendáře 847 a 848.

## Události
- vypovězení Židů z katolické Jihlavy
- 16. června – bitva u Ústí nad Labem

### Probíhající události
- 1405–1433: Plavby Čeng Chea
- 1406–1428: Čínsko-vietnamská válka
- 1419–1434: Husitské války

## Narození
- 2. února – Eleonora Navarrská, hraběnka z Foix a navarrská královna († 12. února 1479)
- únor – Kristián I., dánský král († 1481)
- 13. července – Anna Beauchampová, anglická šlechtična a hraběnka z Warwicku († 20. září 1492)
- ? – Císařovna Čchien, čínská císařovna († 1468)

## Úmrtí
- 6. října – Ču Kao-sü, čínský kníže a vojevůdce (* 30. prosince 1380)
- Pippo z Ozory, italský válečník, kondotiér (* 1369)

## Hlavy států
- České království – bezvládí
- Svatá říše římská – Zikmund Lucemburský
- Papež – Martin V. – Klement VIII. – Benedikt XIV.
- Anglické království – Jindřich VI.
- Francouzské království – Karel VII.
- Polské království – Vladislav II. Jagello
- Uherské království – Zikmund Lucemburský
- Byzantská říše – Jan VIII. Palaiologos